# Liste der Bodendenkmale in der Samtgemeinde Schüttorf
In der Liste der Bodendenkmale in der Samtgemeinde Schüttorf sind die Bodendenkmale der niedersächsischen Samtgemeinde Schüttorf aufgeführt. Die Quelle ist der Denkmalatlas Niedersachsen.
- Bitte beachten Sie, dass diese Liste keinen Anspruch auf Vollständigkeit erhebt.
- Die Angaben ersetzen nicht die rechtsverbindliche Auskunft der zuständigen Denkmalschutzbehörde.
- Es sind nur Daten aus dem Denkmalatlas verarbeitet.
- Der Stand der Liste ist der 25. März 2025.

Samtgemeinde Schüttorf im Landkreis Grafschaft Bentheim

## Allgemein
In den Spalten finden sich folgende Informationen des Bodendenkmales:
| Lage         | geographische Koordinaten                                                           |
| Bezeichnung  | Bezeichnung lt. Denkmalatlas                                                        |
| Beschreibung | Beschreibung lt. Denkmalatlas                                                       |
| ID           | Objekt-ID                                                                           |
| Bild         | Bild, ggf. zusätzlich mit Link zu weiteren Fotos im Medienarchiv Wikimedia Commons. |

## Engden
| Lage                        | Bezeichnung             | Beschreibung | ID       | Bild |
| --------------------------- | ----------------------- | --- | -------- | ---- |
| 52° 23′ 58″ N, 7° 10′ 57″ O | Engden 4, Wölbackerbeet | Drei Wölbäckerbeete in ca. Nordost-Südwest Richtung. L. bis 37 m, First-Br. bis 4,5 m, H. bis 1,1 m. Die südwestlichen Kopfenden laufen gegen eine Sandgrubenkante aus; im Nordosten allmählicher Übergang in das umliegende Gelände. Alle drei Ackerbeete zeigen einen gestörten Gesamteindruck. | 28962010 | BW   |
| 52° 24′ 26″ N, 7° 13′ 39″ O | Engden 21, Grabhügel    | Durchmesser ca. 9 m und Höhe ca. 0,5 m. Annähernd rund. Rand allmählich auslaufend. In südlicher Böschung alte flache Bodenentnahme. Am West-Rand durch Waldweg angeschnitten. | 28943085 | BW   |
| 52° 24′ 26″ N, 7° 13′ 40″ O | Engden 22, Grabhügel    | Durchmesser ca. 7 m und Höhe ca. 0,5 m. Rundoval. | 28943177 | BW   |
| 52° 24′ 25″ N, 7° 13′ 42″ O | Engden 23, Grabhügel    | Durchmesser ca. 8 m und Höhe ca. 0,4 m. Annähernd rund, Rand flach auslaufend. | 28943178 | BW   |

### Engden 11
- ID:28942459
- Grabhügelfeld beidseitig einer Wegetrasse. Umliegend insgesamt 21 kleine flache Grabhügel, von denen sechs nur noch schwach erkennbar sind; Dm. 4 – 11 m, H. 0,3 – 0,7 m.

| Lage                        | Bezeichnung           | Beschreibung | ID       | Bild |
| --------------------------- | --------------------- | --- | -------- | ---- |
| 52° 24′ 36″ N, 7° 13′ 43″ O | Engden 11, Wegespuren | Auf ca. 30 – 45 m Br. und über ca. 400 m L. bis zu acht Wegespuren in Westnordwest-Südost-Richtung; Br. der einzelnen Spuren bis ca. 2 m, T. bis 0,4 m.                                                | 28943074 | BW   |
| 52° 24′ 37″ N, 7° 13′ 39″ O | Engden 13             | Durchmesser ca. 6 m und Höhe ca. 0,3 m. Rund. Verwaschene Oberfläche mit flachen Pflanzfurchen von West nach Ost.                                                                                      | 28943076 | BW   |
| 52° 24′ 36″ N, 7° 13′ 32″ O | Engden 15             | Durchmesser ca. 11 m und Höhe ca. 0,6 m. Rund. | 28943078 | BW   |
| 52° 24′ 36″ N, 7° 13′ 32″ O | Engden 16             | Durchmesser ca. 7 m und Höhe ca. 0,5 m. Rund, mit allmählich auslaufendem Rand. | 28943079 | BW   |
| 52° 24′ 36″ N, 7° 13′ 31″ O | Engden 17             | Durchmesser ca. 10 m und Höhe ca. 0,7 m. Rund. In der Mitte alte flache Einsenkung. Rand allmählich auslaufend, im Süden durch Schneise begrenzt.                                                      | 28943080 | BW   |
| 52° 24′ 36″ N, 7° 13′ 32″ O | Engden 18             | Durchmesser ca. 7 m und Höhe ca. 0,4 m. Rund, flach gewölbt, Rand allmählich auslaufend. | 28943081 | BW   |
| 52° 24′ 37″ N, 7° 13′ 39″ O | Engden 25             | Durchmesser ca. 4,5 m und Höhe ca. 0,4 m. Rund. Rand schwach abgesetzt. Flache verwaschene Pflanzfurchen.                                                                                              | 28943179 | BW   |
| 52° 24′ 37″ N, 7° 13′ 40″ O | Engden 26             | Durchmesser ca. 4 m und Höhe ca. 0,3 m. Rund. | 28943180 | BW   |
| 52° 24′ 37″ N, 7° 13′ 41″ O | Engden 29             | Durchmesser ca. 6 m und Höhe ca. 0,3 m. Rund, Rand flach auslaufend. | 28943183 | BW   |
| 52° 24′ 37″ N, 7° 13′ 43″ O | Engden 32             | Durchmesser ca. 7 m und Höhe ca. 0,3 m. Rund mit flach abgesetztem Rand, Oberfläche verwaschen, flache Pflanzfurchen von Ost nach West verlaufend.                                                     | 28943186 | BW   |
| 52° 24′ 36″ N, 7° 13′ 43″ O | Engden 33             | Durchmesser ca. 6 m und Höhe ca. 0,3 m. Rund mit schwach abgesetztem Rand. Flache Pflanzfurchen von West nach Ost verlaufend.                                                                          | 28943187 | BW   |
| 52° 24′ 36″ N, 7° 13′ 44″ O | Engden 34             | Durchmesser ca. 8 m und Höhe ca. 0,6 m. Rund. Flache Einsenkungen. West-Rand von neu aufgeworfenem Wasserzugsgraben angeschnitten, Süd-Rand abgesetzt, sonst allmählich auslaufend.                    | 28943188 | BW   |
| 52° 24′ 36″ N, 7° 13′ 45″ O | Engden 35             | Durchmesser ca. 6 m und Höhe ca. 0,4 m. Rund mit schwach abgesetztem Rand, im Nord-Teil alte Pflanzfurche in West-Ost-Orientierung.                                                                    | 28943189 | BW   |
| 52° 24′ 35″ N, 7° 13′ 45″ O | Engden 36             | Durchmesser ca. 6 m und Höhe ca. 0,5 m. Rund. Flach, ebenmäßig gewölbt. Nordwest- und Südost-Rand von Wegespuren angeschnitten, Rand dadurch abgesetzt. Einzelne Kaninchenlöcher, sonst keine Störung. | 28943190 | BW   |
| 52° 24′ 34″ N, 7° 13′ 46″ O | Engden 37             | Durchmesser ca. 6 m und Höhe ca. 0,4 m. Rund. Nach Osten flach auslaufend, sonst mit abgesetztem Fuß.                                                                                                  | 28943191 | BW   |
| 52° 24′ 36″ N, 7° 13′ 48″ O | Engden 38             | Durchmesser ca. 10 m und Höhe ca. 0,4 m. Rund, mit flacher Eingrabung im Zentrum. | 28943192 | BW   |

### Engden 39
- ID:28943193
- Grabhügelfeld mit 12 Grabhügeln auf einer Fläche von maximal 160 × 120 m. Die Konturen der einzelnen, meistens sehr kleinen Hügel sind zum Teil verwaschen; Dm. 4 – 10 m, H. 0,3 – 0,6 m.

| Lage                        | Bezeichnung | Beschreibung | ID       | Bild |
| --------------------------- | ----------- | --- | -------- | ---- |
| 52° 24′ 41″ N, 7° 13′ 41″ O | Engden 39   | Durchmesser ca. 6 m und Höhe ca. 0,3 m. Rund, am Südwest-Rand grenzt an Parzellengraben. | 28943194 | BW   |
| 52° 24′ 42″ N, 7° 13′ 41″ O | Engden 40   | Durchmesser ca. 5 m und Höhe ca. 0,35 m. Rund. Ebenmäßig flach gewölbt; Rand sanft auslaufend. Von West nach Ost flache Pflanzfurchen.                                                         | 28943195 | BW   |
| 52° 24′ 44″ N, 7° 13′ 41″ O | Engden 41   | Durchmesser ca. 8 m und Höhe ca. 0,3 m. Rund, flach gewölbt, mit verwaschenem Rand. Pflanzfurchen in etwa Nord-Süd-Orientierung.                                                               | 28943196 | BW   |
| 52° 24′ 42″ N, 7° 13′ 40″ O | Engden 42   | Durchmesser ca. 6 m und Höhe ca. 0,3 m. Rund, mit flach auslaufendem Rand. Flache Pflanzfurchen in West-Ost-Orientierung.                                                                      | 28943197 | BW   |
| 52° 24′ 42″ N, 7° 13′ 40″ O | Engden 43   | Durchmesser ca. 8 m und Höhe ca. 0,3 m. Rund, flach und ebenmäßig gewölbt, mit auslaufendem Rand. Flache Pflanzfurchen in Ost-West-Orientierung.                                               | 28943198 | BW   |
| 52° 24′ 43″ N, 7° 13′ 40″ O | Engden 44   | Durchmesser ca. 8 m und Höhe ca. 0,5 m. Rund, ebenmäßig gewöbt, mit allmählich auslaufendem Rand. Alte flache Pflanzfurchen in Nord-Süd-Orientierung; im Süden von Waldschneise angeschnitten. | 28943199 | BW   |
| 52° 24′ 43″ N, 7° 13′ 41″ O | Engden 45   | Durchmesser ca. 6 m und Höhe ca. 0,3 m. Rund, ebenmäßig gewölbt, mit allmählich auslaufendem Rand. Von tiefen Pflanzfurchen in Nord-Süd-Orientierung durchzogen.                               | 28943200 | BW   |
| 52° 24′ 42″ N, 7° 13′ 41″ O | Engden 46   | Durchmesser ca. 11 m und Höhe ca. 0,6 m. Rund, ebenmäßig gewölbt mit abgesetztem Rand. In West-Ost-Orientierung Pflanzfurchen.                                                                 | 28943201 | BW   |
| 52° 24′ 43″ N, 7° 13′ 38″ O | Engden 47   | Durchmesser ca. 6 m und Höhe ca. 0,5 m. Rund. Ebenmäßig gewölbt; Rand allmählich auslaufend. Flache Pflanzfurchen in West-Ost-Orientierung.                                                    | 28943202 | BW   |
| 52° 24′ 44″ N, 7° 13′ 39″ O | Engden 48   | Durchmesser ca. 7 m und Höhe ca. 0,4 m. Rund. Verwaschen; schwach abgesetzter Fuß. | 28943203 | BW   |
| 52° 24′ 43″ N, 7° 13′ 37″ O | Engden 49   | Durchmesser ca. 5 m und Höhe ca. 0,3 m. Rund, am Südrand an Waldweg angrenzend. | 28943204 | BW   |
| 52° 24′ 43″ N, 7° 13′ 35″ O | Engden 50   | Durchmesser ca. 9 m und Höhe ca. 0,4 m. Rund, ebenmäßig gewölbt. Fuß nach Osten kaum abgesetzt, sonst allmählich auslaufend. Am Süd-Rand an Waldweg grenzend.                                  | 28943205 | BW   |

### Drievorden
| Lage                        | Bezeichnung        | Beschreibung | ID       | Bild |
| --------------------------- | ------------------ | --- | -------- | ---- |
| 52° 22′ 27″ N, 7° 11′ 59″ O | Drievorden 2, Wall | Bogenförmiger Wallrest über gut 100 m von Südwest nach Nordost, der im Norden nach Südosten umbiegt. Nördlicher Teil breit und abgeflacht. Wall und Graben stellenweise schwer zu erkennen. Wall unregelmäßig gewölbt; Br. bis 11 m, H. bis 1,1 m. Graben nur teilweise erhalten. Am Südost-Ende des Walles neuere Eingrabungen. Teilstück ID: 37641346 | 28930879 | BW   |

## Isterberg
| Lage                        | Bezeichnung                      | Beschreibung | ID       | Bild |
| --------------------------- | -------------------------------- | --- | -------- | ---- |
| 52° 22′ 18″ N, 7° 11′ 21″ O | Neerlage-Isterberg 24, Grabhügel | Durchmesser ca. 18 m und Höhe ca. 1,3 m. Rund. Nach Nordosten und Nordwesten in eine Bodensenke flach auslaufend. Auf dem Hügel ein Trigonometrischer Punkt. | 28962123 | BW   |

## Quendorf
| Lage                        | Bezeichnung             | Beschreibung | ID       | Bild |
| --------------------------- | ----------------------- | --- | -------- | ---- |
| 52° 20′ 45″ N, 7° 13′ 30″ O | Quendorf 4, Klusenplatz | Anlage besteht aus ovalen Plateau von ca. 75 m Dm., das von zwei Sohlgräben mit einem dazwischenliegenden, leicht erhöhten gewölbten Wall umgeben ist. Wall-Br. 3,3 m, H. 0,3 m. Im Süden und Westen verbinden Erdbrücken das Plateau mit dem umliegenden Gelände. Die Gräben sind stellenweise recht breit und tief. Innerer Graben mit Br. 4,1 m, T. 1 m (ursprünglich 1,6 m); äußerer Graben mit Br. 2,8 m, T. 0,9 m (ursprünglich 1,3 m). 1981 wurden bei einer archäologischen Untersuchung in der Mitte der Fläche die Grundmauern der Kapelle, vermutlich ein Fachwerkbau, freigelegt: rechteckiger West-Ost ausgerichteter Fundamentsockel aus Bruchsteinen mit polygonalem Abschluss im Osten; L. ca. 16,5 m, Br. 7 m. Nördlich der Kapelle lag in einer Senke ein Brunnen. Im Nordwesten des Platzes ein Sandsteinkreuz, das von seinem ursprünglichen Standort am Kreuzplatz hierher versetzt worden ist. | 28962249 | BW   |

## Samern
| Lage                        | Bezeichnung         | Beschreibung | ID       | Bild |
| --------------------------- | ------------------- | --- | -------- | ---- |
| 52° 19′ 22″ N, 7° 16′ 17″ O | Samern 2, Grabhügel | Größe ca. 16 × 19 m und Höhe ca. 1,1 m. Oval, ungleichmäßig gewölbt mit abgeflachter Kuppe. Hangflächen verhältnismäßig steil, die östliche besonders lang ausgezogen; Hügelfuß abgesetzt. Auf der Kuppe zahlreiche Vertiefungen sowie Tierbauten. | 28962262 | BW   |

## Schüttorf
| Lage                        | Bezeichnung         | Beschreibung | ID       | Bild |
| --------------------------- | ------------------- | --- | -------- | ---- |
| 52° 17′ 49″ N, 7° 13′ 34″ O | Suddendorf 14, Wall | Anlage aus Wällen und Gräben über ca. 280 m in Nord-Süd-Richtung mit zwei Richtungswechseln westlich parallel zur Eileringsbecke. Im südlichen Abschnitt drei Gräben und zwei dazwischen liegende Wälle über gut 150 m von Südsüdwest nach Nordnordost. Im Norden biegen diese Wälle und Gräben für etwa 35 m nach Osten um. Gesamt-Br. bis 14,5 m, H. der Wälle bis 1 m. Östlicher Graben ca. 0,3 m T., mittlerer Graben bis 0,6 m T. Der westliche Graben ist verwaschen, die westliche Außenböschung läuft flach zum Ackerrand hin aus. Im südlichen Bereich sind die Wälle durch Mulden gestört und teilweise eingeebnet. Weiter nach Süden ist die Anlage in der Ackerfläche nicht mehr erhalten. Der von West nach Ost verlaufende Abschnitt ist in der Mitte für ca. 5 m unterbrochen. - Teilstück ID: 37641372 | 28930990 | BW   |
| 52° 17′ 14″ N, 7° 13′ 33″ O | Suddendorf 15, Wall | Etwa Südwest-Nordost verlaufender Wall über ursprünglich ca. 1000 m L. am Rand der Niederterrasse der Eileringsbecke, durch deren ehemals mäandrierenden Verlauf Teilbereiche gestört sind. Im Norden ein längerer Abschnitt über etwa 500 m mit zwei kurzen Unterbrechungen gut erhalten (Teilstücke J-K, H-I und F-G); Wall-Br. 2,5 m, H. 1 – 1,2 m, im Osten flach auslaufend. Nach einer Unterbrechung von 180 m im Süden nur zwei kurze Abschnitte (D-E und B-C) von 30 bzw. 50 m L. mit einer Unterbrechung von 30 m; Wall-Br.0,8 m, H. 0,6 – 1 m. Weitere 260 m im Süden obertägig nicht mehr erkennbar. - Teilstück ID: 38077490 - Teilstück ID: 49317293 - Teilstück ID: 49317297 - Teilstück ID: 49317300 - Teilstück ID: 49317303                                                                           | 28930991 | BW   |